# Chris Kiwomya
Christopher Mark "Chris" Kiwomya (Huddersfield, 2 december 1969) is een Engels voormalig betaald voetballer. Hij was een centrumspits en speelde met Ipswich Town en Arsenal in de Premier League. Bij deze clubs verwierf Kiwomya in de jaren 90 de meeste bekendheid.

## Clubcarrière

### Ipswich Town
Kiwomya debuteerde in 1987 bij Ipswich Town, waarvoor hij meer dan 250 officiële wedstrijden speelde. Bij de club uit het graafschap Suffolk, de regio East Anglia, was Kiwomya auteur van 62 officiële doelpunten (51 in competitieverband) en promoveerde met Ipswich naar de Premier League in 1992. Hij speelde meestal samen met Jason Dozzell (later Tottenham). Kiwomya en Dozzell kunnen verantwoordelijk worden geacht voor de promotie van de club. Kiwomya bracht drie seizoenen door met Ipswich op het hoogste niveau van Engeland. Hij maakte 18 doelpunten voor de club in de Premier League, waarvan tien gedurende het seizoen 1992/93.

### Arsenal
In de winter van 1995 verhuisde Kiwomya naar Arsenal, een topclub die nationaal heel even op de dool was geweest. Hij arriveerde in een tijd waarin de succesformule van trainer George Graham was uitgewerkt – Graham werd bovendien ontslagen voor fraude bij enkele inkomende transfers – en op Arsène Wenger (1996) was het nog even wachten. Kiwomya kon op niet veel speelgelegenheid rekenen want coach Bruce Rioch – een Schot door Arsenal weggekaapt bij Bolton – trok met de Nederlander Dennis Bergkamp en de Welshman John Hartson fikse concurrenten aan. Ian Wright was bovendien onmisbaar. Bergkamp, overgekomen van Inter Milan, verbande Kiwomya in geen tijd naar de bank. Kiwomya speelde slechts wedstrijden onder leiding van Rioch. Het gaat concreet om 14 optredens in de Premier League (3 goals). Wenger zag het niet zitten in Kiwomya en liet zijn landgenoot en talent Nicolas Anelka debuteren, wat ten koste ging van de oudere Kiwomya.
Kiwomya verliet Arsenal in 1998, na uitleenbeurten aan Le Havre AC en het Maleisische Selangor (1997).

Toen hij Wenger ook nog eens de Liberiaan Wreh liet starten, was ik diep ontgoocheld in hem.
— Kiwomya over Wenger

### Latere carrière
Tussen 1998 en 2001 speelde hij 86 competitiewedstrijden voor tweedeklasser Queens Park Rangers in de Football League.
Kiwomya beëindigde zijn loopbaan in 2002 in Denemarken, bij Aalborg BK.

## Persoonlijk leven
Lucas, het zevenjarige zoontje van Kiwomya, overleed op 20 september 2012 na hartritmestoornissen.
Hij is de broer van oud-voetballer Andy Kiwomya en oom van voetballer Alex Kiwomya (ex-Chelsea), de zoon van Andy.

## Erelijst
Ipswich Town FC
- Second Division (nu Championship)

1992